# 보금자리 (텔레비전 프로그램)
《보금자리》는 TV조선에서 2015년 6월 26일부터 2017년 4월 21일까지 매주 금요일 밤 12시 50분에 방송했던 보험 쇼 프로그램이다.

## MC
- 이은영

## 패널

### 고정 패널
- 박성일, 송진희, 이수민

### 역대 패널
- 1대 : 조장희
- 2대 : 윤창원
- 3대 : 양창현
- 4대 : 변희승

## 코너
- 오늘의 주제
- 보험! 실제상황 속으로
- 응답하라! 보험
- 방청객이 직접 묻고 따지는 "보험! 이것이 궁금하다"
- 보험의 재구성 (출연 : 이동영)